# Necao II
Necao II (660 a.C. - 595 a.C.), também conhecido como Necau II ou Neco II, foi um faraó da XXVI dinastia do Egito, no período da Época Baixa. filho de Psamético I e de Méquétenuesquète e casou-se com Quédebinitjerboné de quem teve Psamético II, Seu governo destacou-se pelas campanhas militares no Levante, pela tentativa de abrir um canal entre o Nilo e o Mar Vermelho e pela modernização da marinha egípcia. A intervenção egípcia no Oriente Próximo encerrou-se em 605 a.C., após a derrota em Carquemis, marcando o fim da breve expansão egípcia na região.

## Reinado
Durante o reinado, Neco assistiu ao fim do Império Assírio e à ascensão do Império Neobabilônico sob Nabopolassar (r. 626–605 a.C.). Tentou impedir o avanço caldeu aliando-se à Assíria para deter Nabucodonosor II (r. 605–562 a.C.), filho e herdeiro de Nabopolassar.
Em Israel, o faraó foi detido por Josias, rei de Judá, em Megido, cidade no centro norte de Israel, mas o derrotou e o matou em 613 a.C. na Batalha de Megido. O próprio rei de Judá entrou em batalha para deter o exército egípcio de Neco, mas acabou por ser morto.

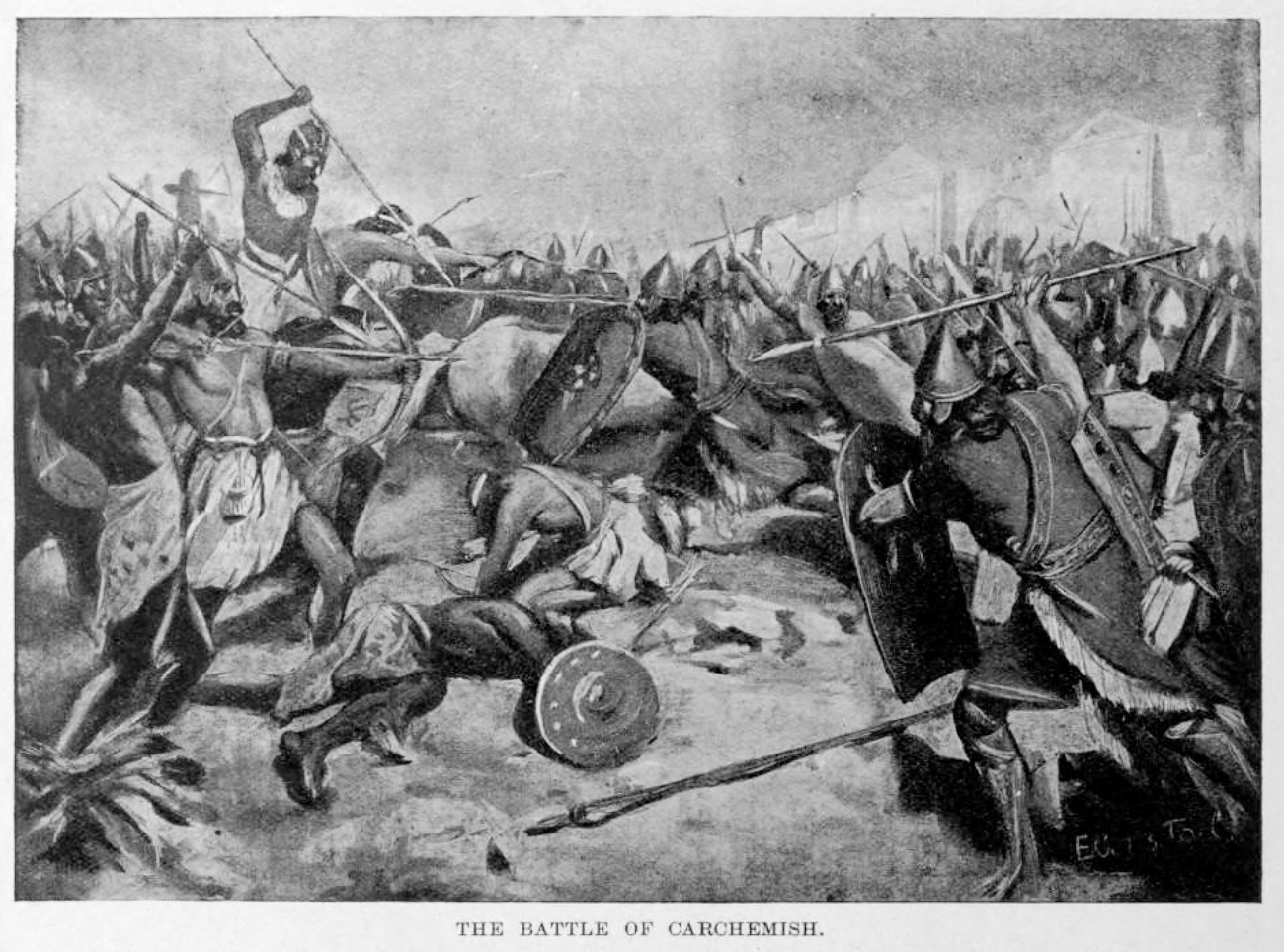
Batalha de Carquemis em.

A batalha decisiva ocorreu em Carquemis, no norte da Síria, em 605 a.C., entre Necao II e Nabucodonosor II. Graças ao atraso e danos provocados pelo rei judaico Josias, Necao foi derrotado e a Babilônia pôde consolidar seu domínio sobre a região. Com a derrota definitiva do exército de Neco II, a Babilônia conquistou tudo que pertencia ao Rei do Egito, entre o Rio Nilo e o rio Eufrates.
Apesar do fracasso militar, houve um progresso científico no reinado de Necao II: o Faraó contratou o fenício Hanão para realizar uma façanha para aquela época. o fenício partiu numa navegação, saindo do Mar Vermelho, contornou toda a costa africana, retornando ao Egito pelo Mar Mediterrâneo. Essa manobra demorou apenas três anos.
Além disso, Neco planejou construir um canal que cortasse o istmo de Suez, ligando os mares Vermelho e Mediterrâneo, com a finalidade de estender as navegações mediterrâneas até o oceano Índico.

## Titulatura
| G39 | N5 | \| \| |
|     |    |       |

|  |

| G39 | N5 | \| \| |
|     |    |       |

|  |

|             |    |     |
| \| \| \| \| |    |     |
|             |    |     |
| N35         | E1 | G43 |

| N35 | E1 | G43 |

|             |    |     |
| \| \| \| \| |    |     |
|             |    |     |
| N35         | E1 | G43 |

| N35 | E1 | G43 |

|             |    |     |
| \| \| \| \| |    |     |
|             |    |     |
| N35         | E1 | G43 |

| N35 | E1 | G43 |

|             |    |     |
| \| \| \| \| |    |     |
|             |    |     |
| N35         | E1 | G43 |

| N35 | E1 | G43 |

| nswt&bity |

| nswt&bity |

|             |     |     |
| \| \| \| \| |     |     |
|             |     |     |
| N5          | F25 | F34 |

| N5 | F25 | F34 |

|             |     |     |
| \| \| \| \| |     |     |
|             |     |     |
| N5          | F25 | F34 |

| N5 | F25 | F34 |

|             |     |     |
| \| \| \| \| |     |     |
|             |     |     |
| N5          | F25 | F34 |

| N5 | F25 | F34 |

|             |     |     |
| \| \| \| \| |     |     |
|             |     |     |
| N5          | F25 | F34 |

| N5 | F25 | F34 |